# Karala
Karala (Duits: Karral) is een plaats in de Estlandse gemeente Saaremaa, provincie Saaremaa. De plaats heeft de status van dorp (Estisch: küla).
Tot in december 2014 behoorde Karala tot de gemeente Lümanda, tot in oktober 2017 tot de gemeente Lääne-Saare en sindsdien tot de fusiegemeente Saaremaa.

## Bevolking
Het dorp had 72 inwoners op 31 december 2011 en 70 inwoners op 31 december 2021.

## Ligging
De plaats ligt aan de westkust van het eiland Saaremaa. Aan de kust staat een lichtbaken met een hoogte van 28 meter, gebouwd in 1953. Een houten kruis herdenkt de mensen die zijn verdronken in de Oostzee.

## Geschiedenis
Karala werd voor het eerst vermeld in 1592 onder de naam Carnall. In de 17e eeuw werd naast het dorp een landgoed Karala gesticht op initiatief van de toenmalige Zweedse machthebbers. In 1869 werd het landgoed opgedeeld onder de boeren die erop werkten. De naam Karala mõis (‘landgoed Karala’) bleef nog bestaan als naam voor de nederzetting die op het landgoed ontstaan was. In 1945 werd ze nog als apart dorp vermeld. Later fuseerde Karala mõis met Karala.
Tussen 1977 en 1997 maakte het buurdorp Austla deel uit van Karala.

## Foto's

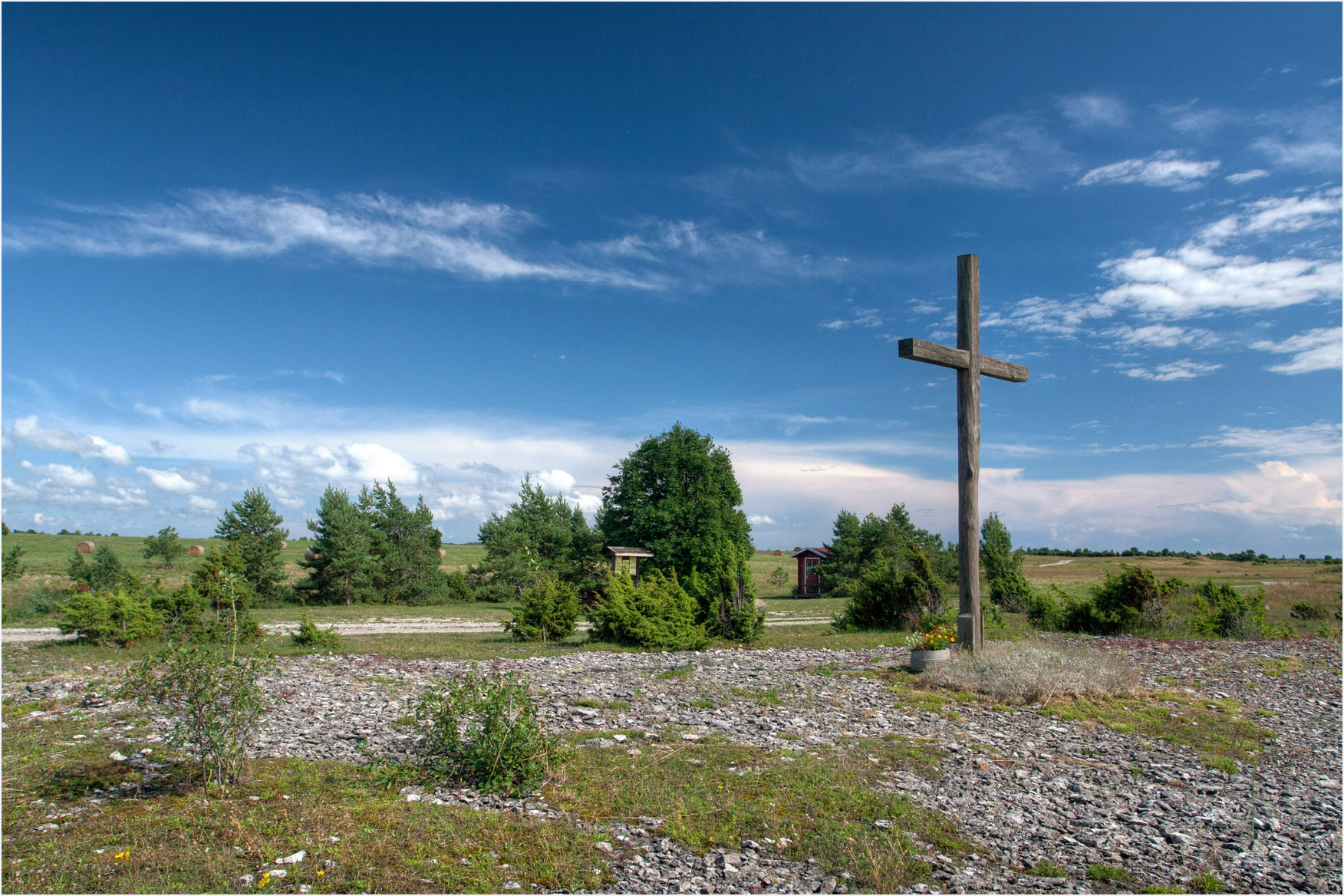
Gedenkteken bij Karala
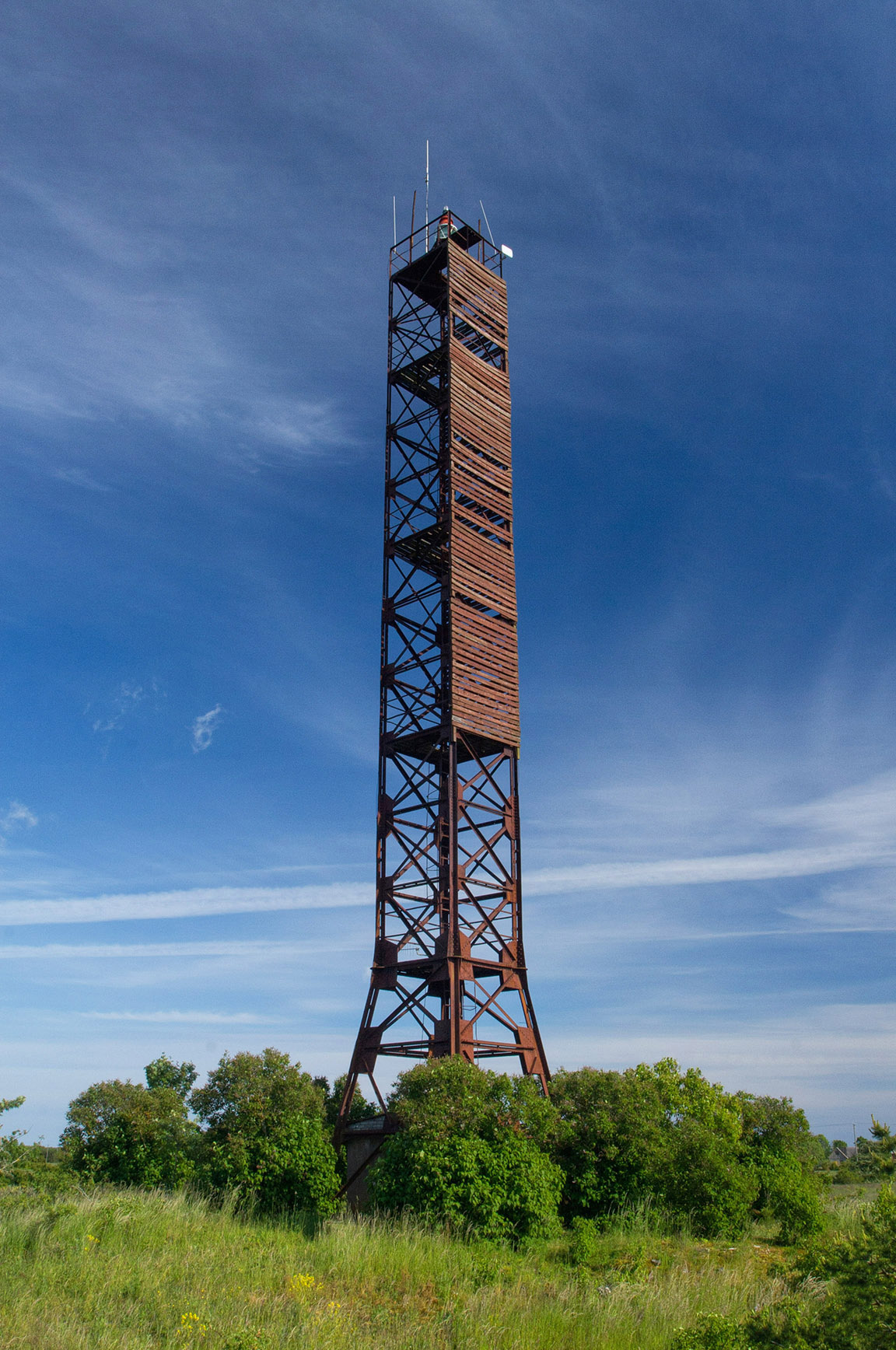
Lichtbaken bij Karala